# Abrams, Wisconsin
Abrams är en kommun (town) i Oconto County, Wisconsin, USA.  Kommunen har cirka 1 900 invånare (2013), varav 340 invånare i orten Abrams.